# Fiedelsteinweg

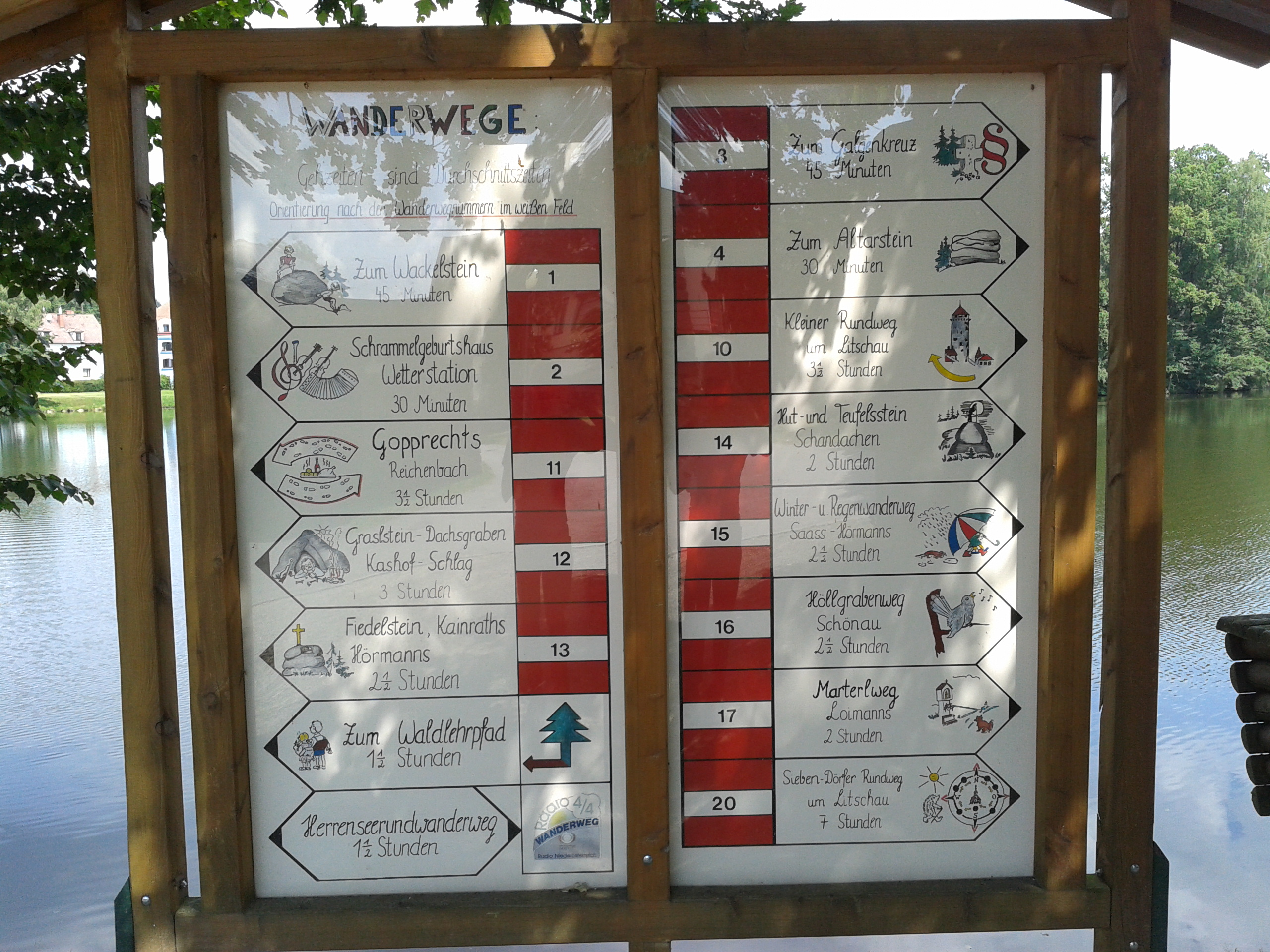
Übersichtstafel am Herrensee über Wanderwege – mit Fiedelsteinweg

Der Fiedelsteinweg ist ein zehn Kilometer langer markierter Wanderweg nördlich der Stadtgemeinde Litschau im österreichischen Bundesland Niederösterreich. Er liegt im Waldviertel und ist nach dem Ziel des Weges, dem Fiedelstein, einem sagenumwobenen Granitblock, benannt.

## Wegverlauf
Der Weg zum Fiedelstein mit der Markierung Nr. 13 ist ein Rundweg. Der Ausgangspunkt ist an der Panoramatafel am Litschauer Herrensee. Der Wanderweg führt ein Stück den Herrenseerundweg entlang, dann gegenüber dem Strandbad in den Wald und schließlich zum Rastplatz "Steinerne Wegsäule". Durch typische Waldviertler Landschaft geht es über das Dorf Hörmanns bei Litschau zum Fiedelstein.
Nach einer Sage soll der Teufel, als er auf diesem Stein saß und auf einer Fiedel spielte, die Menschen dadurch in das Moor gelockt haben, in dem sie dann umkamen.

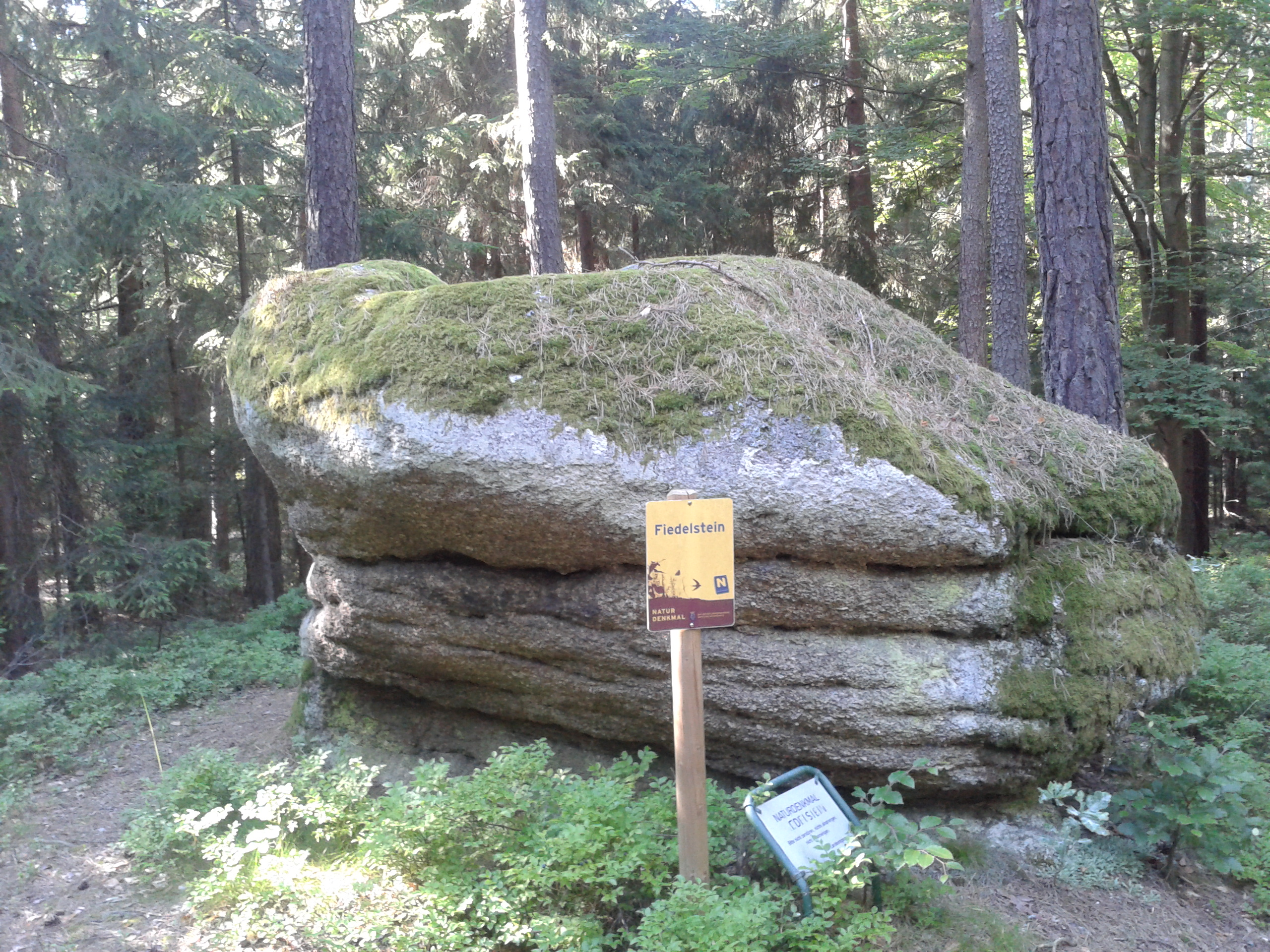
Der sagenumwobene Fiedelstein in Hörmanns

Der Rückweg führt schließlich wieder über Hörmanns und dann über den Kastanitzerbach zum Herrenseerundweg und zum Ausgangspunkt an der Panoramatafel zurück.

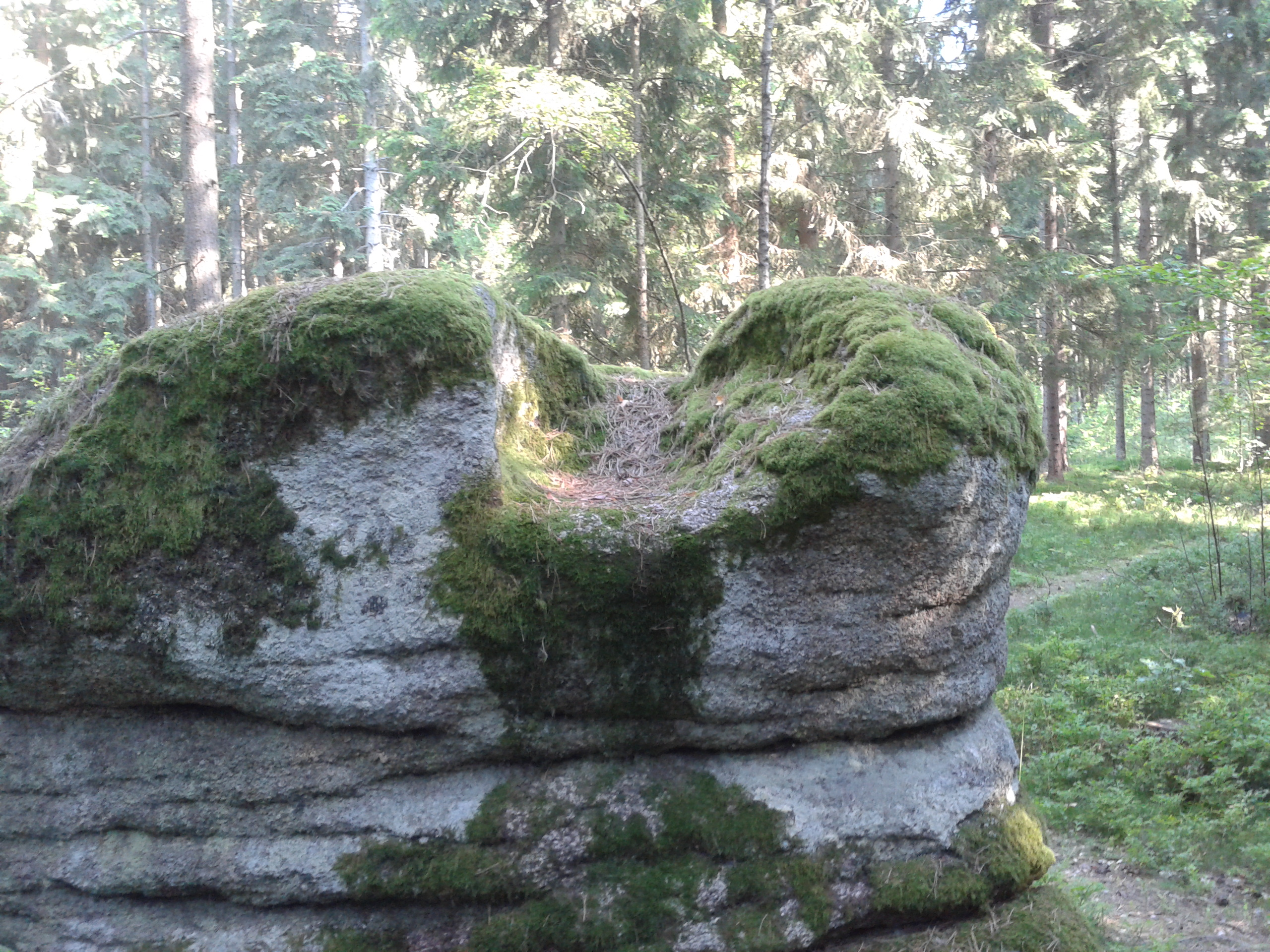
Des Teufels Sitzmulde auf dem Fiedelstein in Hörmanns

## Wanderwege
- 7-Dörfer-Rundweg
- Höllgrabenweg
- Litschauer Marathonweg
- Herrensee